# Temple de Xrobb l-Għaġin
Le temple de Xrobb l-Għaġin (maltais : It-Tempju ta' Xrobb l-Għaġin) est un temple mégalithique situé à Xrobb l-Għaġin, à proximité de Marsaxlokk, sur l'île de Malte. Le temple est complètement ruiné et, après sa fouille archéologique en 1914-1915, le site fut abandonné et on pensait qu'il avait été en grande partie détruit par l'érosion côtière. En 2015, le site a été redécouvert et les vestiges d'une autre structure mégalithique ont été répertoriés à proximité.

## Historique
Le site est découvert en 1913 par Carmelo Rizzo, architecte du ministère des Travaux publics. Themistocles Zammit fouille le site entre décembre 1914 et janvier 1915, révélant les vestiges d'un temple mégalithique. Une deuxième fouille est effectuée en mai 1915 sous la direction de Thomas Ashby. En 1915, certaines parties du temple avaient déjà été détruites par l'érosion côtière et l'effondrement des parties restantes de la structure semblait imminent. L'emplacement exact du site est perdu au cours des décennies suivantes, et les ruines sont alors présumées avoir définitivement disparu. L'emplacement du temple est redécouvert par Ruben P. Borg et Reuben Grima entre 2012 et 2015.
Le site, inclus dans le parc naturel Xrobb l-Għaġin, est accessible au public mais le secteur est considéré comme extrêmement dangereux en raison de sa proximité avec les falaises côtières.

## Description
Le plan du temple Xrobb l-Għaġin correspond à celui d'un temple typique à deux absides et une niche centrale. Le temple comportait également une cour pavée, dont l'entrée était orientée au sud-est. Il a été édifié sur un terrain en forte pente et, pour cette raison, une terrasse artificielle a été construite devant la structure. La construction du temple est datée de la phase Ġgantija de la préhistoire maltaise (entre 3600 et 3000 av. J.-C.).
En 2015, un certain nombre de vestiges, non signalés jusque là, ont été découverts par Ruben P. Borg et Reuben Grima dans un ravin voisin. Ils pourraient correspondre aux ruines d'une autre structure, peut-être un mur de soutènement monumental qui bordait le ravin, structure qui aurait été construite en réutilisant des matériaux provenant du temple.

## Matériel archéologique
Un bol en argile, des frondes et une dalle décorée faisant partie d'une niche ont été découverts lors des fouilles de 1914-1915. Ils sont aujourd'hui exposés au Musée national d'archéologie de La Valette.